# Sant Joan Despí
Sant Joan Despí er en by og en kommune i Baix Llobregat i provinsen Barcelona i Catalonien. Den ligger ved elven Llobregat. Kommunen har 35.083(2024) og et areal på 5,63 km². Den grænser op til Cornellà de Llobregat, Sant Just Desvern, Sant Boi de Llobregat, Santa Coloma de Cervelló, Sant Feliu de Llobregat og Esplugues de Llobregat.